# Koninklijke Nederlandse Vereniging voor Weer- en Sterrenkunde
De Koninklijke Nederlandse Vereniging voor Weer- en Sterrenkunde, kortweg: KNVWS, is opgericht op 1 september 1901 als NVWS (sinds 10 juni 2002 KNVWS), om de wetenschappelijke disciplines meteorologie en astronomie in Nederland toegankelijk te maken voor iedereen. Bij deze landelijke organisatie zijn tientallen regionale verenigingen en sterrenwachten aangesloten die via diverse evenementen en lezingen tienduizenden bezoekers en belangstellenden bereiken. Voor hun verdienste bij het populariseren van de Meteorologie en Astronomie zijn twee planetoïden, (9708) Gouka en (9709) Chrisnell, vernoemd naar beide oprichters Adriaan J. Gouka en Christiaan A.C. Nell. (6133) Royaldutchastro is vernoemd naar de vereniging. 
In 2020 waren er 25 regionale verenigingen, 22 publiekssterrenwachten en 9 thematische verenigingen (werkgroepen) aangesloten.
Uit de statuten van de KNVWS: "De KNVWS heeft ten doel het beoefenen en het verbreiden van de weer- en sterrenkunde in populairwetenschappelijke zin."

## Ontstaan en vroege geschiedenis
Een van de tradities uit deze periode betreft het organiseren van gemeenschappelijke waarneem-evenementen. Zoals de maansverduistering van 11/12 april 1903 en de komeet C/A1910 A1 die in januari 1910 met het blote oog zichtbaar was. De KNVWS begon ook met een bibliotheek eerst bij enkele oprichters thuis en vanaf 1926 in het gebouw van de huidige theater Diligentia aan de Lange Voorhout in Den Haag. Deze boeken zijn in 1974 overgebracht naar het gebouw van Stichting De Koepel in Utrecht (thans Sonnenborgh). Een ander belangrijke traditie uit deze beginjaren is het uitgeven van een populair wetenschappelijk tijdschrift.

## De KNVWS nu
Eenmaal per jaar is er een algemene ledenvergadering met afgevaardigden van de regionale afdelingen en werkgroepen. Tijdens deze bijeenkomst wisselen de leden ervaringen uit en bespreken specifieke vraagstukken. Vanaf 1997 was KNVWS te gast bij de website bij het Kapteyn Instituut van de Rijksuniversiteit Groningen. Anno 2022 beschikt de vereniging over eigen website waarop actuele  jaarverslagen en notulen van de ALV te vinden is. In het jaarverslag uit 2021 staat dat 5225 personen zijn aangesloten via de regionale afdelingen en werkgroepen (totaal 58).

## Publicaties
Het lijfblad van KNVWS was vanaf 1903 het tijdschrift Hemel en Dampkring. Naast dit tijdschrift verscheen in 1945 het blad De Meteoor op initiatief van een van de werkgroepen. In 1969 is De Meteoor samengevoegd met Hemel en Dampkring. De auteurs waren naast enkele leden vooral professionele astronomen en meteorologen. In 1974 verscheen de eerste kleuren uitvoering van de opvolger van het blad Hemel en Dampkring namelijk Zenit.
Waarnemen van astronomische objecten vereist zorgvuldige voorbereiding en planning net als een "voorspelling" van interessante verschijnselen. De amateurs hadden behoefte aan dergelijke informatie voordat deze op grote schaal via internet beschikbaar was. Daarom hebben de leden van KNVWS in 1938 de eerste druk van het boek Sterrengids samen met het Zeiss Planetarium Haagsche Courant uitgebracht. Vanaf 1980 is het stokje overgenomen door de Stichting De Koepel. Hierna is de uitgave van de jaarlijkse uitgave in handen gekomen van de uitgever van het tijdschrift Zenit nog steeds in opdracht van KNVWS.

## Organisatie

### Leden
KNVWS bestaat uit 58 (2020) lidorganisaties waarvan de deelnemers zelf actief zijn als amateurs in de Weer- en Sterrenkunde. De activiteiten van deze leden variëren van het organiseren van waarneem weekenden in binnen- en buitenland, verzorgen van cursussen en organiseren en volgen van lezingen meestal gegeven door professionele astronomen en meteorologen.

### Ereleden
Personen die vanwege bijzondere verdiensten zijn benoemd door het bestuur tot erelid. Wellicht het meest bekende erelid was Kees de Jager.
| Benoeming  | Naam                | Verdienste |
| ---------- | ------------------- | --- |
| 23-2-1924  | A.J. Monné          | Ruim 23 jaar bestuurslid en medeoprichter KNVWS                                                                                 |
| 18-10-1930 | Johan Stein         | Redacteur tijdschrift Hemel en Dampkring en bestuurslid                                                                         |
| 11-12-1937 | Anton Philips       | Oprichter Sterrenwacht Eindhoven                                                                                                |
| 26-2-1944  | Jan van der Bilt    | Langdurig voorzitter KNVW |
| 26-2-1944  | Cornelis C. Honig   | Langdurig penningmeester KNVWS                                                                                                  |
| 18-9-1971  | Henk W. Verheyen    | 40 jaar voorzitter afdeling Rotterdam                                                                                           |
| 15-5-1982  | Piet W. Steenbergen | 35 jaar voorzitter afdeling Den Haag, Organisatie Nationale Sterrenkijkdagen                                                    |
| 18-5-1985  | Arie Mak            | Bijdrage in diverse werkgroepen KNVWS w.o. Instrumentencommissie                                                                |
| 18-5-1985  | Dik Schmidt         | Bijdrage in diverse werkgroepen KNVWS w.o. Sterbedekkingen                                                                      |
| 14-12-1985 | Simon J. Sampiemon  | Langdurig penningmeester KNVWS bestuurslid Stichting De Koepel                                                                  |
| 19-2-1994  | Jean Meeus          | Hoofdredacteur van Sterrengids                                                                                                  |
| 20-5-1995  | Baltus Zwart        | Langdurig bestuurslid, redacteur Zenit (sterrenkundig tijdschrift)                                                              |
| 15-6-1996  | Kees de Jager       | Belangrijke bijdrage geleverd aan popularisering van de sterrenkunde                                                            |
| 9-6-2001   | Willem de Graaf     | Langdurig besturen van diverse aanverwante verenigingen en belangrijke bijdrage geleverd aan popularisering van de sterrenkunde |
| 9-6-2001   | Tom de Groot        | Langdurig bestuurslid en redacteur tijdschrift Hemel en Dampkring                                                               |

### Afdelingen en werkgroepen
Regionale afdelingen en daarbij aansloten leden vormen de kern van de landelijke vereniging. Deze afdelingen organiseren jaarlijks honderden lezingen, excursies, cursussen en kijkavonden. Recentelijk is hieraan de Nacht van de Nacht toegevoegd. De oudste regionale afdeling is in 1912 opgericht in Den Haag door de toenmalige voorzitter F.A. Koch. Ook is in 1922 in Den Haag de eerste cursus door T. van Lohuizen gegeven aan 200 deelnemers. In 1946 zijn de eerste thematische werkgroepen 'Meteoren' en 'Bedekkingen' (later: 'Sterbedekkingen') opgericht.

#### Jongerenwerkgroep
Vanwege de leeftijdgrens van 18 jaar hadden jongeren in de beginjaren moeite om aansluiting te vinden bij de KNVWS. Daarom is in 1960 de Vereniging voor Jonge Sterrenkundige Amateurs (VJSA) opgericht zonder directe binding met KNVWS. VJSA publiceerde ook een eigen tijdschrift Nova genaamd. In 1996 ontstond een ruimtevaartuigkundige tak die zich aansloot bij de Nederlandse Vereniging voor de Ruimtevaart Nederlandse Vereniging voor Ruimtevaart.

### Sterrenwachten
Een belangrijke groep van leden zijn de Publieks- en Volkssterrenwachten. 

### Educatie
Voor onderwijsinstellingen heeft de KNVWS lesmateriaal gemaakt.

## Evenementen
De leden van KNVWS zijn medeorganisator van verschillende evenementen in hun eigen regio, waaronder de Landelijke Sterrenkijkdagen. Tijdens deze jaarlijkse evenementen krijgen bezoekers de mogelijkheid om, in hun eigen regio, door een telescoop naar de sterrenhemel te kijken. Deskundigen staan dan klaar om vragen te beantwoorden en demonstraties te geven. Anderzijds zijn er de Landelijke Zonnekijkdagen, waarbij de zon met speciale filters en telescopen te bestuderen valt.
Een andere bekend evenement is de Nacht van de Nacht. Het doel van dit evenement, dat door de Natuur- en Milieufederaties wordt georganiseerd, is om aandacht te vragen voor de lichtvervuiling in Nederland. Tijdens dit evenement verzamelt de KNVWS alle geplande evenementen, zodat geïnteresseerden eenvoudig kunnen zien waar ze op deze nacht de mooiste sterrenhemel of sterrenkijkactiviteiten kunt beleven.
KNVWS is ook sponsor van een jaarlijkse wedstrijd tussen middelbare scholieren genaamd de Nederlandse Sterrenkunde Olympiade. Het doel is om de belangstelling voor de sterrenkunde verder te stimuleren. De hoofdprijs is een reis naar het Observatorium Roque de los Muchachos op het Canarische eiland La Palma.